# 千代田区役所
千代田区役所（ちよだくやくしょ）は、特別地方公共団体（特別区）である千代田区の組織が入る施設（役所）である。

## 概要
庁舎は九段第3合同庁舎との合築であり、1階から10階を千代田区役所庁舎として、11階から23階は、中央省庁の出先機関である、総務省関東総合通信局、財務省会計センター、厚生労働省東京労働局、関東信越厚生局麻薬取締部などの行政機関が入居している。庁舎整備においてはPFI手法が導入された。

### 旧庁舎

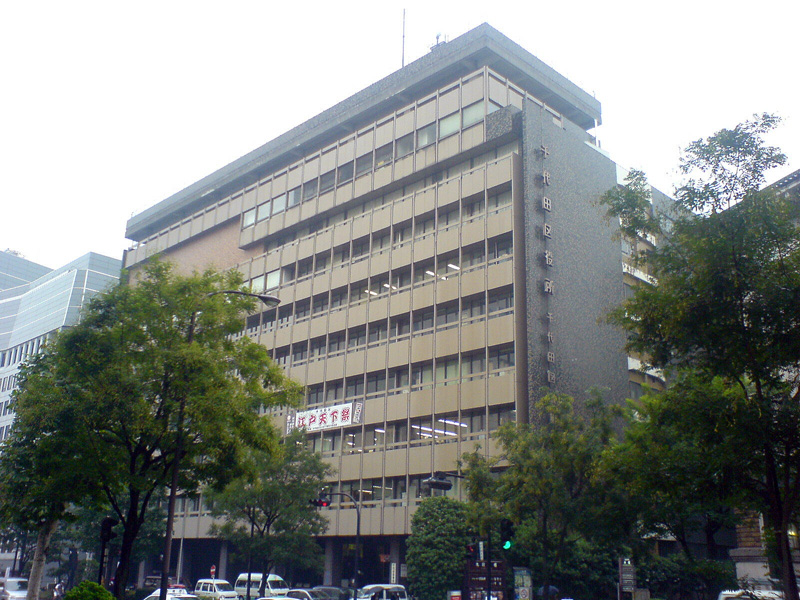
千代田区役所旧庁舎

旧庁舎は千代田区九段南一丁目6番11号に設置され、現庁舎のほぼ斜め向かいのお濠端の場所にあった。1955年（昭和30年）に完成した当時は低層だったが、1970年（昭和45年）に高層化され、千代田図書館も併設するほか、隣接する千代田区公会堂とも連絡橋で庁舎と接続していた。老朽化のため、2007年（平成19年）5月の現庁舎への移転後、しばらくは解体されなかったが2012年暮れから翌2013年にかけて解体された。跡地には千代田区立高齢者総合サポートセンター及び九段坂病院の共同施設が建設され、2015年11月24日に開業した。

## アクセス
千代田区役所本庁舎
- 地下鉄東西線・地下鉄半蔵門線・都営新宿線

九段下駅より徒歩3分